# Trichomycterus
Trichomycterus är ett släkte av fiskar. Trichomycterus ingår i familjen Trichomycteridae.

## Dottertaxa tillTrichomycterus, i alfabetisk ordning[1]
- Trichomycterus aguarague
- Trichomycterus albinotatus
- Trichomycterus alternatus
- Trichomycterus alterus
- Trichomycterus areolatus
- Trichomycterus arleoi
- Trichomycterus auroguttatus
- Trichomycterus bahianus
- Trichomycterus banneaui
- Trichomycterus barbouri
- Trichomycterus belensis
- Trichomycterus bogotensis
- Trichomycterus bomboizanus
- Trichomycterus borellii
- Trichomycterus boylei
- Trichomycterus brasiliensis
- Trichomycterus brunoi
- Trichomycterus cachiraensis
- Trichomycterus caipora
- Trichomycterus caliensis
- Trichomycterus candidus
- Trichomycterus castroi
- Trichomycterus catamarcensis
- Trichomycterus caudofasciatus
- Trichomycterus celsae
- Trichomycterus chaberti
- Trichomycterus chapmani
- Trichomycterus chiltoni
- Trichomycterus chungaraensis
- Trichomycterus claudiae
- Trichomycterus concolor
- Trichomycterus conradi
- Trichomycterus corduvensis
- Trichomycterus crassicaudatus
- Trichomycterus davisi
- Trichomycterus diabolus
- Trichomycterus dispar
- Trichomycterus dorsostriatum
- Trichomycterus duellmani
- Trichomycterus emanueli
- Trichomycterus fassli
- Trichomycterus florense
- Trichomycterus fuliginosus
- Trichomycterus gabrieli
- Trichomycterus giganteus
- Trichomycterus goeldii
- Trichomycterus gorgona
- Trichomycterus guaraquessaba
- Trichomycterus guianense
- Trichomycterus hasemani
- Trichomycterus heterodontus
- Trichomycterus hualco
- Trichomycterus igobi
- Trichomycterus iheringi
- Trichomycterus immaculatus
- Trichomycterus itacambirussu
- Trichomycterus itacarambiensis
- Trichomycterus itatiayae
- Trichomycterus jacupiranga
- Trichomycterus jequitinhonhae
- Trichomycterus johnsoni
- Trichomycterus knerii
- Trichomycterus landinga
- Trichomycterus latidens
- Trichomycterus latistriatus
- Trichomycterus laucaensis
- Trichomycterus lewi
- Trichomycterus longibarbatus
- Trichomycterus macrotrichopterus
- Trichomycterus maculosus
- Trichomycterus maracaiboensis
- Trichomycterus maracaya
- Trichomycterus mariamole
- Trichomycterus mboycy
- Trichomycterus megantoni
- Trichomycterus meridae
- Trichomycterus migrans
- Trichomycterus mimonha
- Trichomycterus mirissumba
- Trichomycterus mondolfi
- Trichomycterus motatanensis
- Trichomycterus naipi
- Trichomycterus nigricans
- Trichomycterus nigroauratus
- Trichomycterus nigromaculatus
- Trichomycterus novalimensis
- Trichomycterus pantherinus
- Trichomycterus paolence
- Trichomycterus papilliferus
- Trichomycterus paquequerense
- Trichomycterus pauciradiatus
- Trichomycterus piurae
- Trichomycterus plumbeus
- Trichomycterus potschi
- Trichomycterus pradensis
- Trichomycterus pseudosilvinichthys
- Trichomycterus punctatissimus
- Trichomycterus punctulatus
- Trichomycterus ramosus
- Trichomycterus regani
- Trichomycterus reinhardti
- Trichomycterus retropinnis
- Trichomycterus riojanus
- Trichomycterus rivulatus
- Trichomycterus roigi
- Trichomycterus romeroi
- Trichomycterus rubiginosus
- Trichomycterus sandovali
- Trichomycterus santaeritae
- Trichomycterus santanderensis
- Trichomycterus spegazzinii
- Trichomycterus spelaeus
- Trichomycterus spilosoma
- Trichomycterus stawiarski
- Trichomycterus stellatus
- Trichomycterus straminius
- Trichomycterus striatus
- Trichomycterus taczanowskii
- Trichomycterus taenia
- Trichomycterus taeniops
- Trichomycterus taroba
- Trichomycterus tenuis
- Trichomycterus therma
- Trichomycterus tiraquae
- Trichomycterus transandianus
- Trichomycterus trefauti
- Trichomycterus triguttatus
- Trichomycterus tupinamba
- Trichomycterus uisae
- Trichomycterus unicolor
- Trichomycterus variegatus
- Trichomycterus venulosus
- Trichomycterus vermiculatus
- Trichomycterus weyrauchi
- Trichomycterus vittatus
- Trichomycterus yuska
- Trichomycterus zonatus